# Germogli del capitalismo
Il concetto di germogli del capitalismo (資本主義 萌芽T, 资本主义 萌芽S, zīběnzhǔyì méngyáP) è una teoria dello sviluppo economico maturata nell'ambito della storiografia marxista cinese. Il concetto venne elaborato nel corso degli anni venti e trenta del XX secolo da storici cinesi, venendo ripreso da Mao Tse-Tung in un suo scritto del 1939. Lo storico Shang Yue e altri approfondirono tale teoria con una serie di lavori pubblicati tra il 1957 e il 1960. La teoria dei germogli del capitalismo postula l'esistenza, nell'economia della Cina meridionale, di forme di proto capitalismo industriale apparsi durante gli ultimi Ming (ma presenti già sotto i Song) e i primi Qing. La teoria dei "germogli" afferma inoltre che in assenza di ingerenze occidentali, la Cina sarebbe stata in grado di sviluppare un autonomo modello capitalista. La teoria dei "germogli", pur essendo stata riconosciuta sostanzialmente errata e viziata dal suo approccio ideologizzato alla storiografia, riveste comunque un certo interesse per aver messo in luce elementi di grande interesse per la ricostruzione della storia economica cinese.  

## Storia
Nel mentre che venivano fatti progressi nella produzione dei beni derivati dall'industria e dalle fabbriche, ad Hangzhou degli imprenditori, attorno al 1600, acquistarono telai in gran numero e assunsero a giornata centinaia di lavoratori che, al principio del dì, si recavano in un ponte della città in attesa di essere incaricati a lavorare. Alcuni tessitori divenivano i datori di lavoro di altri operai; ad Hangzhou v'erano dei mercanti-imprenditori che facevano tessere a domicilio, fornendo agli operai le materie prime. Questo fenomeno si verificò nella Cina meridionale e in poche industrie, ma non solo nel settore della tessitura, ma anche nell'industria della porcellana, dello zucchero, della carta, nella siderurgia e nella cantieristica, diffuse in diverse città del basso corso del Fiume Azzurro, e fino ad arrivare più a sud, al Guangdong e allo Yunnan. 
Tuttavia questi "germogli del capitalismo" vennero ostacolati e poi recisi. I diversi pareri sul tema confluiscono sulle principali cause che hanno bloccato ciò che poteva far sviluppare al meglio le forze produttive cinesi. Prima di tutto l'economia tradizionale cinese era basata sulla famiglia e quindi su un'economia di sussistenza, che impediva lo sviluppo di quella di mercato. Per seconda cosa, il sistema burocratico statale cercava d'opprimere, con tutti i suoi mezzi a disposizione, l'iniziativa imprenditoriale delle classi mercantile e artigianale: poneva tasse sulla produzione e sulla vendita, vietava, a queste classi sociali, l'accesso alle materie prime e lo svolgere di certe attività, istituiva monopoli statali. Inoltre le corporazioni di mercanti e di artigiani, ch'erano sotto il controllo dello stato, decidevano sui prezzi delle merci e sulle regolamentazioni della loro vendita e produzione. Queste corporazioni erano interessate a difendere il loro monopolio, erano a conduzione familiare, s'occupavano esclusivamente dei loro membri e gli estranei non potevano esercitare attività commerciali all'interno dei confini delle loro sfere d'azione; in tal modo non potevano dar vita ad organizzazioni di livello nazionale.
La successiva soverchieria economica straniera, i trattati ineguali, la rivolta dei Taiping (e quelle ad essa contemporanea) e la conseguente crisi economica, impedirono ogni tentativo d'industrializzazione della Cina e la formazione d'una classe imprenditoriale autonoma, ormai dipendente e soggetta agli interessi stranieri.